# 2006年のアメリカンリーグチャンピオンシップシリーズ
2006年の野球において、メジャーリーグベースボール（MLB）のポストシーズンは10月3日に開幕した。アメリカンリーグの第37回リーグチャンピオンシップシリーズ（英語: 37th American League Championship Series、以下「リーグ優勝決定戦」と表記）は、10日から14日にかけて計4試合が開催された。その結果、デトロイト・タイガース（中地区）がオークランド・アスレチックス（西地区）を4勝0敗で下し、22年ぶり10回目のリーグ優勝およびワールドシリーズ進出を果たした。
両球団がポストシーズンで対戦するのは、1972年のリーグ優勝決定戦以来34年ぶり2度目。この年のレギュラーシーズンでは両球団は9試合対戦し、タイガースが5勝4敗と勝ち越していた。今シリーズはタイガースが初戦から3連勝したあと、第4戦をマグリオ・オルドニェスのサヨナラ本塁打で制し、負けなしの "スウィープ" でリーグ優勝を決めた。リーグ優勝決定戦での優勝決定サヨナラ本塁打は3年ぶり3度目、7戦4勝制のリーグ優勝決定戦をスウィープ突破は11年ぶり4度目である。シリーズMVPには、第2戦と第4戦で3安打ずつ放つなど、4試合で打率.529・2打点・OPS 1.167という成績を残したタイガースのプラシド・ポランコが選出された。しかしタイガースは、ワールドシリーズではナショナルリーグ王者セントルイス・カージナルスに1勝4敗で敗れ、22年ぶり5度目の優勝を逃した。

## 試合結果
2006年のアメリカンリーグ優勝決定戦は10月10日に開幕し、途中に移動日を挟んで5日間で4試合が行われた。日程・結果は以下の通り。
| 日付                                                    | 試合  | ビジター球団（先攻）         | スコア | ホーム球団（後攻）           | 開催球場               | 開催球場                               |
| ------------------------------------------------------- | ----- | ---------------------------- | ------ | ---------------------------- | ---------------------- | -------------------------------------- |
| 10月10日（火）                                          | 第1戦 | デトロイト・タイガース       | 5－1   | オークランド・アスレチックス | マカフィー・コロシアム | マカフィー・コロシアムコメリカ・パーク |
| 10月11日（水）                                          | 第2戦 | デトロイト・タイガース       | 8－5   | オークランド・アスレチックス | マカフィー・コロシアム | マカフィー・コロシアムコメリカ・パーク |
| 10月12日（木）                                          |       | 移動日                       | 移動日 | 移動日                       |                        | マカフィー・コロシアムコメリカ・パーク |
| 10月13日（金）                                          | 第3戦 | オークランド・アスレチックス | 0－3   | デトロイト・タイガース       | コメリカ・パーク       | マカフィー・コロシアムコメリカ・パーク |
| 10月14日（土）                                          | 第4戦 | オークランド・アスレチックス | 3－6x  | デトロイト・タイガース       | コメリカ・パーク       | マカフィー・コロシアムコメリカ・パーク |
| 優勝：デトロイト・タイガース（4勝0敗 / 22年ぶり10度目） |       |                              |        |                              |                        | マカフィー・コロシアムコメリカ・パーク |

### 第1戦 10月10日
- マカフィー・コロシアム（カリフォルニア州オークランド）

|                              | 1 | 2 | 3 | 4 | 5 | 6 | 7 | 8 | 9 | R | H  | E |
| ---------------------------- | - | - | - | - | - | - | - | - | - | - | -- | - |
| デトロイト・タイガース       | 0 | 0 | 2 | 3 | 0 | 0 | 0 | 0 | 0 | 5 | 11 | 1 |
| オークランド・アスレチックス | 0 | 0 | 0 | 0 | 0 | 0 | 0 | 1 | 0 | 1 | 8  | 1 |

1. 勝利：ネイト・ロバートソン（1勝）
2. 敗戦：バリー・ジト（1敗）
3. 本塁打
DET：ブランドン・インジ1号ソロ、イバン・ロドリゲス1号ソロ
4. 審判
［球審］ジェリー・クロフォード
［塁審］一塁: ハンター・ウェンデルステット、二塁: デリル・カズンズ、三塁: チャック・メリウェザー
［外審］左翼: ゲイリー・シダーストロム、右翼: マイク・ライリー
5. 試合開始時刻: 太平洋夏時間（UTC-7）午後5時20分  試合時間: 3時間20分  観客: 3万5655人  気温: 63°F（17.2°C）
詳細: MLB.com Gameday / ESPN.com / Baseball-Reference.com / Fangraphs

| デトロイト・タイガース | デトロイト・タイガース | デトロイト・タイガース | デトロイト・タイガース | デトロイト・タイガース | オークランド・アスレチックス | オークランド・アスレチックス | オークランド・アスレチックス | オークランド・アスレチックス | オークランド・アスレチックス                                                                                                  |
| ---------------------- | ---------------------- | ---------------------- | ---------------------- | --- | ---------------------------- | ---------------------------- | ---------------------------- | ---------------------------- | --- |
| 打順                   | 守備                   | 選手                   | 打席                   | N・ロバートソンI・ロドリゲスS・ケイシーP・ポランコB・インジC・ギーエンC・モンローC・グランダーソンM・オルドニェスM・テイムズ | 打順                         | 守備                         | 選手                         | 打席                         | B・ジトJ・ケンドールN・スウィッ · シャーD・ヒメネスE・チャベスM・スクータロJ・ペイトンM・コッツェイM・ブラッドリーF・トーマス |
| 1                      | 中                     | C・グランダーソン      | 左                     | N・ロバートソンI・ロドリゲスS・ケイシーP・ポランコB・インジC・ギーエンC・モンローC・グランダーソンM・オルドニェスM・テイムズ | 1                            | 捕                           | J・ケンドール                | 右                           | B・ジトJ・ケンドールN・スウィッ · シャーD・ヒメネスE・チャベスM・スクータロJ・ペイトンM・コッツェイM・ブラッドリーF・トーマス |
| 2                      | 二                     | P・ポランコ            | 右                     | N・ロバートソンI・ロドリゲスS・ケイシーP・ポランコB・インジC・ギーエンC・モンローC・グランダーソンM・オルドニェスM・テイムズ | 2                            | 中                           | M・コッツェイ                | 左                           | B・ジトJ・ケンドールN・スウィッ · シャーD・ヒメネスE・チャベスM・スクータロJ・ペイトンM・コッツェイM・ブラッドリーF・トーマス |
| 3                      | 一                     | S・ケイシー            | 左                     | N・ロバートソンI・ロドリゲスS・ケイシーP・ポランコB・インジC・ギーエンC・モンローC・グランダーソンM・オルドニェスM・テイムズ | 3                            | 右                           | M・ブラッドリー              | 両                           | B・ジトJ・ケンドールN・スウィッ · シャーD・ヒメネスE・チャベスM・スクータロJ・ペイトンM・コッツェイM・ブラッドリーF・トーマス |
| 4                      | 右                     | M・オルドニェス        | 右                     | N・ロバートソンI・ロドリゲスS・ケイシーP・ポランコB・インジC・ギーエンC・モンローC・グランダーソンM・オルドニェスM・テイムズ | 4                            | DH                           | F・トーマス                  | 右                           | B・ジトJ・ケンドールN・スウィッ · シャーD・ヒメネスE・チャベスM・スクータロJ・ペイトンM・コッツェイM・ブラッドリーF・トーマス |
| 5                      | 遊                     | C・ギーエン            | 両                     | N・ロバートソンI・ロドリゲスS・ケイシーP・ポランコB・インジC・ギーエンC・モンローC・グランダーソンM・オルドニェスM・テイムズ | 5                            | 左                           | J・ペイトン                  | 右                           | B・ジトJ・ケンドールN・スウィッ · シャーD・ヒメネスE・チャベスM・スクータロJ・ペイトンM・コッツェイM・ブラッドリーF・トーマス |
| 6                      | 捕                     | I・ロドリゲス          | 右                     | N・ロバートソンI・ロドリゲスS・ケイシーP・ポランコB・インジC・ギーエンC・モンローC・グランダーソンM・オルドニェスM・テイムズ | 6                            | 三                           | E・チャベス                  | 左                           | B・ジトJ・ケンドールN・スウィッ · シャーD・ヒメネスE・チャベスM・スクータロJ・ペイトンM・コッツェイM・ブラッドリーF・トーマス |
| 7                      | 左                     | C・モンロー            | 右                     | N・ロバートソンI・ロドリゲスS・ケイシーP・ポランコB・インジC・ギーエンC・モンローC・グランダーソンM・オルドニェスM・テイムズ | 7                            | 一                           | N・スウィッシャー            | 両                           | B・ジトJ・ケンドールN・スウィッ · シャーD・ヒメネスE・チャベスM・スクータロJ・ペイトンM・コッツェイM・ブラッドリーF・トーマス |
| 8                      | DH                     | M・テイムズ            | 右                     | N・ロバートソンI・ロドリゲスS・ケイシーP・ポランコB・インジC・ギーエンC・モンローC・グランダーソンM・オルドニェスM・テイムズ | 8                            | 遊                           | M・スクータロ                | 右                           | B・ジトJ・ケンドールN・スウィッ · シャーD・ヒメネスE・チャベスM・スクータロJ・ペイトンM・コッツェイM・ブラッドリーF・トーマス |
| 9                      | 三                     | B・インジ              | 右                     | N・ロバートソンI・ロドリゲスS・ケイシーP・ポランコB・インジC・ギーエンC・モンローC・グランダーソンM・オルドニェスM・テイムズ | 9                            | 二                           | D・ヒメネス                  | 両                           | B・ジトJ・ケンドールN・スウィッ · シャーD・ヒメネスE・チャベスM・スクータロJ・ペイトンM・コッツェイM・ブラッドリーF・トーマス |
| 先発投手               | 先発投手               | 先発投手               | 投球                   | N・ロバートソンI・ロドリゲスS・ケイシーP・ポランコB・インジC・ギーエンC・モンローC・グランダーソンM・オルドニェスM・テイムズ | 先発投手                     | 先発投手                     | 先発投手                     | 投球                         | B・ジトJ・ケンドールN・スウィッ · シャーD・ヒメネスE・チャベスM・スクータロJ・ペイトンM・コッツェイM・ブラッドリーF・トーマス |
| N・ロバートソン        | N・ロバートソン        | N・ロバートソン        | 左                     | N・ロバートソンI・ロドリゲスS・ケイシーP・ポランコB・インジC・ギーエンC・モンローC・グランダーソンM・オルドニェスM・テイムズ | B・ジト                      | B・ジト                      | B・ジト                      | 左                           | B・ジトJ・ケンドールN・スウィッ · シャーD・ヒメネスE・チャベスM・スクータロJ・ペイトンM・コッツェイM・ブラッドリーF・トーマス |

### 第2戦 10月11日
- マカフィー・コロシアム（カリフォルニア州オークランド）

|                              | 1 | 2 | 3 | 4 | 5 | 6 | 7 | 8 | 9 | R | H  | E |
| ---------------------------- | - | - | - | - | - | - | - | - | - | - | -- | - |
| デトロイト・タイガース       | 0 | 1 | 0 | 4 | 0 | 2 | 0 | 0 | 1 | 8 | 11 | 0 |
| オークランド・アスレチックス | 1 | 0 | 2 | 0 | 0 | 1 | 1 | 0 | 0 | 5 | 11 | 1 |

1. 勝利：ジャスティン・バーランダー（1勝）
2. セーブ：トッド・ジョーンズ（1S）
3. 敗戦：エステバン・ロアイザ（1敗）
4. 本塁打
DET：アレクシス・ゴメス1号2ラン、カーティス・グランダーソン1号ソロ
OAK：ミルトン・ブラッドリー1号2ラン・2号ソロ、エリック・チャベス1号ソロ
5. 審判
［球審］ハンター・ウェンデルステット
［塁審］一塁: デリル・カズンズ、二塁: チャック・メリウェザー、三塁: ゲイリー・シダーストロム
［外審］左翼: マイク・ライリー、右翼: ジェリー・クロフォード
6. 試合開始時刻: 太平洋夏時間（UTC-7）午後5時21分  試合時間: 3時間6分  観客: 3万6168人  気温: 67°F（19.4°C）
詳細: MLB.com Gameday / ESPN.com / Baseball-Reference.com / Fangraphs

| デトロイト・タイガース | デトロイト・タイガース | デトロイト・タイガース | デトロイト・タイガース | デトロイト・タイガース                                                                                                   | オークランド・アスレチックス | オークランド・アスレチックス | オークランド・アスレチックス | オークランド・アスレチックス | オークランド・アスレチックス |
| ---------------------- | ---------------------- | ---------------------- | ---------------------- | --- | ---------------------------- | ---------------------------- | ---------------------------- | ---------------------------- | --- |
| 打順                   | 守備                   | 選手                   | 打席                   | J・バーランダーI・ロドリゲスC・ギーエンP・ポランコB・インジN・ペレスC・モンローC・グランダーソンM・オルドニェスA・ゴメス | 打順                         | 守備                         | 選手                         | 打席                         | E・ロアイザJ・ケンドールN・スウィッ · シャーD・ヒメネスE・チャベスM・スクータロJ・ペイトンM・コッツェイM・ブラッドリーF・トーマス |
| 1                      | 中                     | C・グランダーソン      | 左                     | J・バーランダーI・ロドリゲスC・ギーエンP・ポランコB・インジN・ペレスC・モンローC・グランダーソンM・オルドニェスA・ゴメス | 1                            | 捕                           | J・ケンドール                | 右                           | E・ロアイザJ・ケンドールN・スウィッ · シャーD・ヒメネスE・チャベスM・スクータロJ・ペイトンM・コッツェイM・ブラッドリーF・トーマス |
| 2                      | 遊                     | N・ペレス              | 両                     | J・バーランダーI・ロドリゲスC・ギーエンP・ポランコB・インジN・ペレスC・モンローC・グランダーソンM・オルドニェスA・ゴメス | 2                            | 中                           | M・コッツェイ                | 左                           | E・ロアイザJ・ケンドールN・スウィッ · シャーD・ヒメネスE・チャベスM・スクータロJ・ペイトンM・コッツェイM・ブラッドリーF・トーマス |
| 3                      | 二                     | P・ポランコ            | 右                     | J・バーランダーI・ロドリゲスC・ギーエンP・ポランコB・インジN・ペレスC・モンローC・グランダーソンM・オルドニェスA・ゴメス | 3                            | 右                           | M・ブラッドリー              | 両                           | E・ロアイザJ・ケンドールN・スウィッ · シャーD・ヒメネスE・チャベスM・スクータロJ・ペイトンM・コッツェイM・ブラッドリーF・トーマス |
| 4                      | 右                     | M・オルドニェス        | 右                     | J・バーランダーI・ロドリゲスC・ギーエンP・ポランコB・インジN・ペレスC・モンローC・グランダーソンM・オルドニェスA・ゴメス | 4                            | DH                           | F・トーマス                  | 右                           | E・ロアイザJ・ケンドールN・スウィッ · シャーD・ヒメネスE・チャベスM・スクータロJ・ペイトンM・コッツェイM・ブラッドリーF・トーマス |
| 5                      | 一                     | C・ギーエン            | 両                     | J・バーランダーI・ロドリゲスC・ギーエンP・ポランコB・インジN・ペレスC・モンローC・グランダーソンM・オルドニェスA・ゴメス | 5                            | 三                           | E・チャベス                  | 左                           | E・ロアイザJ・ケンドールN・スウィッ · シャーD・ヒメネスE・チャベスM・スクータロJ・ペイトンM・コッツェイM・ブラッドリーF・トーマス |
| 6                      | 捕                     | I・ロドリゲス          | 右                     | J・バーランダーI・ロドリゲスC・ギーエンP・ポランコB・インジN・ペレスC・モンローC・グランダーソンM・オルドニェスA・ゴメス | 6                            | 左                           | J・ペイトン                  | 右                           | E・ロアイザJ・ケンドールN・スウィッ · シャーD・ヒメネスE・チャベスM・スクータロJ・ペイトンM・コッツェイM・ブラッドリーF・トーマス |
| 7                      | 左                     | C・モンロー            | 右                     | J・バーランダーI・ロドリゲスC・ギーエンP・ポランコB・インジN・ペレスC・モンローC・グランダーソンM・オルドニェスA・ゴメス | 7                            | 一                           | N・スウィッシャー            | 両                           | E・ロアイザJ・ケンドールN・スウィッ · シャーD・ヒメネスE・チャベスM・スクータロJ・ペイトンM・コッツェイM・ブラッドリーF・トーマス |
| 8                      | DH                     | A・ゴメス              | 左                     | J・バーランダーI・ロドリゲスC・ギーエンP・ポランコB・インジN・ペレスC・モンローC・グランダーソンM・オルドニェスA・ゴメス | 8                            | 遊                           | M・スクータロ                | 右                           | E・ロアイザJ・ケンドールN・スウィッ · シャーD・ヒメネスE・チャベスM・スクータロJ・ペイトンM・コッツェイM・ブラッドリーF・トーマス |
| 9                      | 三                     | B・インジ              | 右                     | J・バーランダーI・ロドリゲスC・ギーエンP・ポランコB・インジN・ペレスC・モンローC・グランダーソンM・オルドニェスA・ゴメス | 9                            | 二                           | D・ヒメネス                  | 両                           | E・ロアイザJ・ケンドールN・スウィッ · シャーD・ヒメネスE・チャベスM・スクータロJ・ペイトンM・コッツェイM・ブラッドリーF・トーマス |
| 先発投手               | 先発投手               | 先発投手               | 投球                   | J・バーランダーI・ロドリゲスC・ギーエンP・ポランコB・インジN・ペレスC・モンローC・グランダーソンM・オルドニェスA・ゴメス | 先発投手                     | 先発投手                     | 先発投手                     | 投球                         | E・ロアイザJ・ケンドールN・スウィッ · シャーD・ヒメネスE・チャベスM・スクータロJ・ペイトンM・コッツェイM・ブラッドリーF・トーマス |
| J・バーランダー        | J・バーランダー        | J・バーランダー        | 右                     | J・バーランダーI・ロドリゲスC・ギーエンP・ポランコB・インジN・ペレスC・モンローC・グランダーソンM・オルドニェスA・ゴメス | E・ロアイザ                  | E・ロアイザ                  | E・ロアイザ                  | 右                           | E・ロアイザJ・ケンドールN・スウィッ · シャーD・ヒメネスE・チャベスM・スクータロJ・ペイトンM・コッツェイM・ブラッドリーF・トーマス |

### 第3戦 10月13日
- コメリカ・パーク（ミシガン州デトロイト）

|                              | 1 | 2 | 3 | 4 | 5 | 6 | 7 | 8 | 9 | R | H | E |
| ---------------------------- | - | - | - | - | - | - | - | - | - | - | - | - |
| オークランド・アスレチックス | 0 | 0 | 0 | 0 | 0 | 0 | 0 | 0 | 0 | 0 | 2 | 0 |
| デトロイト・タイガース       | 2 | 0 | 0 | 0 | 1 | 0 | 0 | 0 | X | 3 | 6 | 0 |

1. 勝利：ケニー・ロジャース（1勝）
2. セーブ：トッド・ジョーンズ（2S）
3. 敗戦：リッチ・ハーデン（1敗）
4. 本塁打
DET：クレイグ・モンロー1号ソロ
5. 審判
［球審］デリル・カズンズ
［塁審］一塁: チャック・メリウェザー、二塁: ゲイリー・シダーストロム、三塁: マイク・ライリー
［外審］左翼: ジェリー・クロフォード、右翼: ハンター・ウェンデルステット
6. 試合開始時刻: 東部夏時間（UTC-4）午後4時31分  試合時間: 2時間57分  観客: 4万1669人  気温: 41°F（5°C）
詳細: MLB.com Gameday / ESPN.com / Baseball-Reference.com / Fangraphs

| オークランド・アスレチックス | オークランド・アスレチックス | オークランド・アスレチックス | オークランド・アスレチックス | オークランド・アスレチックス | デトロイト・タイガース | デトロイト・タイガース | デトロイト・タイガース | デトロイト・タイガース | デトロイト・タイガース |
| ---------------------------- | ---------------------------- | ---------------------------- | ---------------------------- | --- | ---------------------- | ---------------------- | ---------------------- | ---------------------- | --- |
| 打順                         | 守備                         | 選手                         | 打席                         | R・ハーデンJ・ケンドールN・スウィッ · シャーD・ヒメネスE・チャベスM・スクータロJ・ペイトンM・コッツェイM・ブラッドリーF・トーマス | 打順                   | 守備                   | 選手                   | 打席                   | K・ロジャースI・ロドリゲスC・ギーエンP・ポランコB・インジR・サンティアゴC・モンローC・グランダーソンM・オルドニェスO・インファンテ |
| 1                            | 捕                           | J・ケンドール                | 右                           | R・ハーデンJ・ケンドールN・スウィッ · シャーD・ヒメネスE・チャベスM・スクータロJ・ペイトンM・コッツェイM・ブラッドリーF・トーマス | 1                      | 中                     | C・グランダーソン      | 左                     | K・ロジャースI・ロドリゲスC・ギーエンP・ポランコB・インジR・サンティアゴC・モンローC・グランダーソンM・オルドニェスO・インファンテ |
| 2                            | 中                           | M・コッツェイ                | 左                           | R・ハーデンJ・ケンドールN・スウィッ · シャーD・ヒメネスE・チャベスM・スクータロJ・ペイトンM・コッツェイM・ブラッドリーF・トーマス | 2                      | 左                     | C・モンロー            | 右                     | K・ロジャースI・ロドリゲスC・ギーエンP・ポランコB・インジR・サンティアゴC・モンローC・グランダーソンM・オルドニェスO・インファンテ |
| 3                            | 右                           | M・ブラッドリー              | 両                           | R・ハーデンJ・ケンドールN・スウィッ · シャーD・ヒメネスE・チャベスM・スクータロJ・ペイトンM・コッツェイM・ブラッドリーF・トーマス | 3                      | 二                     | P・ポランコ            | 右                     | K・ロジャースI・ロドリゲスC・ギーエンP・ポランコB・インジR・サンティアゴC・モンローC・グランダーソンM・オルドニェスO・インファンテ |
| 4                            | DH                           | F・トーマス                  | 右                           | R・ハーデンJ・ケンドールN・スウィッ · シャーD・ヒメネスE・チャベスM・スクータロJ・ペイトンM・コッツェイM・ブラッドリーF・トーマス | 4                      | 右                     | M・オルドニェス        | 右                     | K・ロジャースI・ロドリゲスC・ギーエンP・ポランコB・インジR・サンティアゴC・モンローC・グランダーソンM・オルドニェスO・インファンテ |
| 5                            | 左                           | J・ペイトン                  | 右                           | R・ハーデンJ・ケンドールN・スウィッ · シャーD・ヒメネスE・チャベスM・スクータロJ・ペイトンM・コッツェイM・ブラッドリーF・トーマス | 5                      | 一                     | C・ギーエン            | 両                     | K・ロジャースI・ロドリゲスC・ギーエンP・ポランコB・インジR・サンティアゴC・モンローC・グランダーソンM・オルドニェスO・インファンテ |
| 6                            | 三                           | E・チャベス                  | 左                           | R・ハーデンJ・ケンドールN・スウィッ · シャーD・ヒメネスE・チャベスM・スクータロJ・ペイトンM・コッツェイM・ブラッドリーF・トーマス | 6                      | 捕                     | I・ロドリゲス          | 右                     | K・ロジャースI・ロドリゲスC・ギーエンP・ポランコB・インジR・サンティアゴC・モンローC・グランダーソンM・オルドニェスO・インファンテ |
| 7                            | 一                           | N・スウィッシャー            | 両                           | R・ハーデンJ・ケンドールN・スウィッ · シャーD・ヒメネスE・チャベスM・スクータロJ・ペイトンM・コッツェイM・ブラッドリーF・トーマス | 7                      | DH                     | O・インファンテ        | 右                     | K・ロジャースI・ロドリゲスC・ギーエンP・ポランコB・インジR・サンティアゴC・モンローC・グランダーソンM・オルドニェスO・インファンテ |
| 8                            | 遊                           | M・スクータロ                | 右                           | R・ハーデンJ・ケンドールN・スウィッ · シャーD・ヒメネスE・チャベスM・スクータロJ・ペイトンM・コッツェイM・ブラッドリーF・トーマス | 8                      | 三                     | B・インジ              | 右                     | K・ロジャースI・ロドリゲスC・ギーエンP・ポランコB・インジR・サンティアゴC・モンローC・グランダーソンM・オルドニェスO・インファンテ |
| 9                            | 二                           | D・ヒメネス                  | 両                           | R・ハーデンJ・ケンドールN・スウィッ · シャーD・ヒメネスE・チャベスM・スクータロJ・ペイトンM・コッツェイM・ブラッドリーF・トーマス | 9                      | 遊                     | R・サンティアゴ        | 両                     | K・ロジャースI・ロドリゲスC・ギーエンP・ポランコB・インジR・サンティアゴC・モンローC・グランダーソンM・オルドニェスO・インファンテ |
| 先発投手                     | 先発投手                     | 先発投手                     | 投球                         | R・ハーデンJ・ケンドールN・スウィッ · シャーD・ヒメネスE・チャベスM・スクータロJ・ペイトンM・コッツェイM・ブラッドリーF・トーマス | 先発投手               | 先発投手               | 先発投手               | 投球                   | K・ロジャースI・ロドリゲスC・ギーエンP・ポランコB・インジR・サンティアゴC・モンローC・グランダーソンM・オルドニェスO・インファンテ |
| R・ハーデン                  | R・ハーデン                  | R・ハーデン                  | 右                           | R・ハーデンJ・ケンドールN・スウィッ · シャーD・ヒメネスE・チャベスM・スクータロJ・ペイトンM・コッツェイM・ブラッドリーF・トーマス | K・ロジャース          | K・ロジャース          | K・ロジャース          | 左                     | K・ロジャースI・ロドリゲスC・ギーエンP・ポランコB・インジR・サンティアゴC・モンローC・グランダーソンM・オルドニェスO・インファンテ |

アスレチックスは8回表、一死一塁で9番・二塁ダンジェロ・ヒメネスの代打にボビー・キールティを送ったが、二ゴロ併殺に終わった。そしてその裏の守備で、キールティに代えてマーク・カイガーを二塁へ入れた。カイガーはレギュラーシーズンでの出場経験がなく、メジャー初出場をポストシーズンで経験した史上初の選手となった。本来は、8月31日までに所属球団の40人ロースター入りしていないカイガーのような選手には、ポストシーズンのロースター入り資格がない。しかし故障者の代役という名目であれば特例措置が認められ、正二塁手マーク・エリスが地区シリーズで右手人差し指を骨折していたため、カイガーに白羽の矢が立った。
カイガーはこの回二死一塁、9番ラモン・サンティアゴの遊ゴロで遊撃手マルコ・スクータロからの送球を受けて一塁走者アレクシス・ゴメスをアウトにし、1刺殺を記録した。9回表に打順は回ってこず試合が終了し、アスレチックスは0－3で敗れた。翌日の第4戦でも、9回表にヒメネスの代打でキールティが登場→その裏からキールティに代わってカイガーが二塁守備に就く、という同じ流れがあったが、ここではカイガーに守備機会はなかった。シーズン終了後の12月にカイガーはアスレチックスを解雇され、翌2007年以降3年間は延べ3球団の傘下マイナーリーグでプレイしたものの、メジャー昇格の機会は得られなかった。2009年シーズン終了後、カイガーはメジャーのレギュラーシーズン出場を果たせぬまま引退を決めたため、結果的にはメジャーでの出場機会は今シリーズの2試合だけとなった。

### 第4戦 10月14日
- コメリカ・パーク（ミシガン州デトロイト）

|                              | 1 | 2 | 3 | 4 | 5 | 6 | 7 | 8 | 9  | R | H  | E |
| ---------------------------- | - | - | - | - | - | - | - | - | -- | - | -- | - |
| オークランド・アスレチックス | 2 | 0 | 0 | 1 | 0 | 0 | 0 | 0 | 0  | 3 | 8  | 1 |
| デトロイト・タイガース       | 0 | 0 | 0 | 0 | 2 | 1 | 0 | 0 | 3x | 6 | 11 | 0 |

1. 勝利：ウィル・レデズマ（1勝）
2. 敗戦：ヒューストン・ストリート（1敗）
3. 本塁打
OAK：ジェイ・ペイトン1号ソロ
DET：マグリオ・オルドニェス1号ソロ・2号3ラン
4. 審判
［球審］チャック・メリウェザー
［塁審］一塁: ゲイリー・シダーストロム、二塁: マイク・ライリー、三塁: ジェリー・クロフォード
［外審］左翼: ハンター・ウェンデルステット、右翼: デリル・カズンズ
5. 試合開始時刻: 東部夏時間（UTC-4）午後4時30分  試合時間: 3時間23分  観客: 4万2967人  気温: 50°F（10°C）
詳細: MLB.com Gameday / ESPN.com / Baseball-Reference.com / Fangraphs

| オークランド・アスレチックス | オークランド・アスレチックス | オークランド・アスレチックス | オークランド・アスレチックス | オークランド・アスレチックス | デトロイト・タイガース | デトロイト・タイガース | デトロイト・タイガース | デトロイト・タイガース | デトロイト・タイガース |
| ---------------------------- | ---------------------------- | ---------------------------- | ---------------------------- | --- | ---------------------- | ---------------------- | ---------------------- | ---------------------- | --- |
| 打順                         | 守備                         | 選手                         | 打席                         | D・ヘイレンJ・ケンドールN・スウィッ · シャーD・ヒメネスE・チャベスM・スクータロJ・ペイトンM・コッツェイM・ブラッドリーF・トーマス | 打順                   | 守備                   | 選手                   | 打席                   | J・ボンダーマンI・ロドリゲスC・ギーエンP・ポランコB・インジR・サンティアゴC・モンローC・グランダーソンM・オルドニェスA・ゴメス |
| 1                            | 捕                           | J・ケンドール                | 右                           | D・ヘイレンJ・ケンドールN・スウィッ · シャーD・ヒメネスE・チャベスM・スクータロJ・ペイトンM・コッツェイM・ブラッドリーF・トーマス | 1                      | 中                     | C・グランダーソン      | 左                     | J・ボンダーマンI・ロドリゲスC・ギーエンP・ポランコB・インジR・サンティアゴC・モンローC・グランダーソンM・オルドニェスA・ゴメス |
| 2                            | 中                           | M・コッツェイ                | 左                           | D・ヘイレンJ・ケンドールN・スウィッ · シャーD・ヒメネスE・チャベスM・スクータロJ・ペイトンM・コッツェイM・ブラッドリーF・トーマス | 2                      | 左                     | C・モンロー            | 右                     | J・ボンダーマンI・ロドリゲスC・ギーエンP・ポランコB・インジR・サンティアゴC・モンローC・グランダーソンM・オルドニェスA・ゴメス |
| 3                            | 右                           | M・ブラッドリー              | 両                           | D・ヘイレンJ・ケンドールN・スウィッ · シャーD・ヒメネスE・チャベスM・スクータロJ・ペイトンM・コッツェイM・ブラッドリーF・トーマス | 3                      | 二                     | P・ポランコ            | 右                     | J・ボンダーマンI・ロドリゲスC・ギーエンP・ポランコB・インジR・サンティアゴC・モンローC・グランダーソンM・オルドニェスA・ゴメス |
| 4                            | DH                           | F・トーマス                  | 右                           | D・ヘイレンJ・ケンドールN・スウィッ · シャーD・ヒメネスE・チャベスM・スクータロJ・ペイトンM・コッツェイM・ブラッドリーF・トーマス | 4                      | 右                     | M・オルドニェス        | 右                     | J・ボンダーマンI・ロドリゲスC・ギーエンP・ポランコB・インジR・サンティアゴC・モンローC・グランダーソンM・オルドニェスA・ゴメス |
| 5                            | 三                           | E・チャベス                  | 左                           | D・ヘイレンJ・ケンドールN・スウィッ · シャーD・ヒメネスE・チャベスM・スクータロJ・ペイトンM・コッツェイM・ブラッドリーF・トーマス | 5                      | 一                     | C・ギーエン            | 両                     | J・ボンダーマンI・ロドリゲスC・ギーエンP・ポランコB・インジR・サンティアゴC・モンローC・グランダーソンM・オルドニェスA・ゴメス |
| 6                            | 左                           | J・ペイトン                  | 右                           | D・ヘイレンJ・ケンドールN・スウィッ · シャーD・ヒメネスE・チャベスM・スクータロJ・ペイトンM・コッツェイM・ブラッドリーF・トーマス | 6                      | 捕                     | I・ロドリゲス          | 右                     | J・ボンダーマンI・ロドリゲスC・ギーエンP・ポランコB・インジR・サンティアゴC・モンローC・グランダーソンM・オルドニェスA・ゴメス |
| 7                            | 一                           | N・スウィッシャー            | 両                           | D・ヘイレンJ・ケンドールN・スウィッ · シャーD・ヒメネスE・チャベスM・スクータロJ・ペイトンM・コッツェイM・ブラッドリーF・トーマス | 7                      | DH                     | A・ゴメス              | 左                     | J・ボンダーマンI・ロドリゲスC・ギーエンP・ポランコB・インジR・サンティアゴC・モンローC・グランダーソンM・オルドニェスA・ゴメス |
| 8                            | 遊                           | M・スクータロ                | 右                           | D・ヘイレンJ・ケンドールN・スウィッ · シャーD・ヒメネスE・チャベスM・スクータロJ・ペイトンM・コッツェイM・ブラッドリーF・トーマス | 8                      | 三                     | B・インジ              | 右                     | J・ボンダーマンI・ロドリゲスC・ギーエンP・ポランコB・インジR・サンティアゴC・モンローC・グランダーソンM・オルドニェスA・ゴメス |
| 9                            | 二                           | D・ヒメネス                  | 両                           | D・ヘイレンJ・ケンドールN・スウィッ · シャーD・ヒメネスE・チャベスM・スクータロJ・ペイトンM・コッツェイM・ブラッドリーF・トーマス | 9                      | 遊                     | R・サンティアゴ        | 両                     | J・ボンダーマンI・ロドリゲスC・ギーエンP・ポランコB・インジR・サンティアゴC・モンローC・グランダーソンM・オルドニェスA・ゴメス |
| 先発投手                     | 先発投手                     | 先発投手                     | 投球                         | D・ヘイレンJ・ケンドールN・スウィッ · シャーD・ヒメネスE・チャベスM・スクータロJ・ペイトンM・コッツェイM・ブラッドリーF・トーマス | 先発投手               | 先発投手               | 先発投手               | 投球                   | J・ボンダーマンI・ロドリゲスC・ギーエンP・ポランコB・インジR・サンティアゴC・モンローC・グランダーソンM・オルドニェスA・ゴメス |
| D・ヘイレン                  | D・ヘイレン                  | D・ヘイレン                  | 右                           | D・ヘイレンJ・ケンドールN・スウィッ · シャーD・ヒメネスE・チャベスM・スクータロJ・ペイトンM・コッツェイM・ブラッドリーF・トーマス | J・ボンダーマン        | J・ボンダーマン        | J・ボンダーマン        | 右                     | J・ボンダーマンI・ロドリゲスC・ギーエンP・ポランコB・インジR・サンティアゴC・モンローC・グランダーソンM・オルドニェスA・ゴメス |